# La Mer (Baignade en mer)
La Mer (Baignade en mer) és una pel·lícula de curtmetratge documental muda en blanc i negre francesa del 1895 dirigida i produïda per Louis Lumière.
La pel·lícula va formar part de la primera presentació comercial de la Lumière Cinématographe el 28 de desembre de 1895 al Salon Indien, Grand Café, 14 Boulevard des Capuchins, París.

## Producció
Va ser filmada mitjançant el cinematògraf, una càmera tot en un, que també serveix com a projector i desenvolupador de pel·lícules. Com amb totes les primeres pel·lícules de Lumière, aquesta pel·lícula es va fer en un format de 35 mm amb una relació d'aspecte d'1,33:1.

## Argument
Aquesta pel·lícula de 38 segons té una trama molt senzilla en què quatre nois i una dona grassa (potser la seva mare) passegen per un moll i després es submergeixen en aigües tempestuoses, només per nedar fins a la costa i repetir el procés.